# Nymphaea lingulata
Nymphaea lingulata — водное растение, вид рода Кувшинка семейства Кувшинковые. Встречается в Боливии (только в Санта-Крусе), Гайане и в бразильских штатах Баия, Сеара, Гояс, Мараньян, Мату-Гросу-ду-Сул и Минас-Жерайс.

## Ботаническое описание
Многолетнее травянистое растение с яйцевидными или шаровидными корневищами.
Листовые пластинки плавающих листьев яйцевидной или округлой формы, плоские, с цельными краями. Голый черешок имеет от двух до четырёх основных центральных и от четырёх до десяти вторичных периферических воздушных каналов.
Голая, красноватая цветоножка имеет пять-шесть первичных центральных и десять-двенадцать вторичных периферических воздушных каналов.
Цветки имеют слабый аромат, запах описывается как запах растворителя. Состоит из соединений бензилового спирта и (метоксиметил)бензола. Яйцевидные, волосистые семена имеют трихомы, расположенные непрерывными продольными линиями.
Число хромосом 2n = 18.

### Размножение
Образуются столоны, но нет пролиферирующей псевдантии. Согласно наблюдениям Вирсемы, вегетативное размножение играет меньшую роль, чем половое. Однако более поздние полевые наблюдения указывают на большее значение вегетативного размножения, что снижает важность полового размножения.
Согласно Вирсеме, размножение этого вида в основном основано на генеративном размножении путём самоопыления.

## Таксономия
Типовой экземпляр был собран Вирсемой, Хорном и де Атаиде Сильва 28 июня 1982 года в Мараньяне, Бразилия, в пруду между Терезиной и Кашиасом. Первое научное описание Nymphaea lingulata было сделано в 1984 году Джоном Гарри Вирсемой. Видовой эпитет lingulata означает «языковидный».

## Распространение
Nymphaea lingulata произрастает во временных лагунах и в медленно текущих реках. Встречается симпатрично с Nymphaea pulchella и Cabomba. Редкий вид. Вероятно, опыляется жуками.